# Kebnekajse (musikgrupp)
Kebnekajse, ursprungligen Kebnekaise, är ett svenskt progg- och rockband bildat i början av 1970-talet.

## Historik
Medlemmar i gruppens första uppsättning var Kenny Håkansson (gitarr), Pelle Ekman (trummor), Bella Linnarsson (basgitarr), och Rolf Scherrer (gitarr), varav flera med ett förflutet i musikgruppen Mecki Mark Men.
Inför gruppens andra album, Kebnekaise II, rekryterade man sex nya musiker och framträdde även senare med mycket skiftande uppsättningar. Gruppen gav många konserter, i vilka ofta även sångerskan Turid Lundqvist medverkade. Gruppens namn stavades länge som Sveriges högsta berg, Kebnekaise, men ändrades från det femte albumet till Kebnekajse.
Gruppens första album var starkt färgat av progressiv rock och larmig gitarr-rock med influenser av bland andra Jimi Hendrix. Kebnekajses senare album kom att bli mer influerade av folkmusik. Då gruppen huvudsakligen spelade instrumental musik blev de ofta kritiserade av den med tiden alltmer inflytelserika del av proggrörelsen, främst koncentrerad till Göteborg, som ansåg att musik skulle ha socialistiskt inriktade texter. Då albumet Vi drar vidare utgavs 1978 hade gruppen lämnat det progressiva skivbolaget Silence och gått över till det kommersiella Mercury Records, medan en av förgrundspersonerna, gitarristen Kenny Håkansson, dragit vidare åt ett annat håll, nämligen till gruppen Dag Vag.
Kebnekajse upplöstes i slutet av 1970-talet, men återbildades 2001. Sedan återföreningen har gruppen utgivit tre album med nyinspelat material. Idag (2025) är medlemmarna Kenny Håkansson (gitarr), Mats Glenngård (fiol, gitarr), Göran Lagerberg (basgitarr) och Frank Sanderson (trummor). Thomas Netzler, Lagerbergs mångårige kollega på basgitarr, avled i oktober 2023 och originaltrummisen Pelle Ekman avled 2024. Samma år slutade även Hassan Bah i bandet.
Kebnekajse är en stor inspirationskälla för en rad nya svenska band, framför allt Änglagård, Dungen och Agusa.

## Medlemmar

### Nuvarande medlemmar
- Mats Glenngård – fiol, gitarr, mandolin (1972–1978, 2001–)
- Kenny Håkansson – gitarr (1971–1977, 2001–)
- Göran Lagerberg – basgitarr (1972–1975, 2001–)
- Frank Sanderson – trummor (2024–)

### Tidigare medlemmar
- Gunnar Andersson – trummor (1972–1974)
- Hassan Bah – slagverk (1972–1978, 2001–2024)
- Ingemar Böcker – gitarr (1972–1975, 2001–2006)
- Pelle Ekman – trummor (1971–1977, 2001–2024)
- Pelle Holm – trummor (1977–1978)
- Per Lejring – keyboard (1977–1978)
- Pelle Lindström – gitarr, munspel (1972–1975, 2001–2004)
- Bella Linnarsson – basgitarr (1971–1972)
- Thomas Netzler – basgitarr (1972–1978, 2001–2023)
- Rolf Scherrer – gitarr (1971–1973)

### Bidragande musiker
- Åke Eriksson – trummor (1977)
- Bo Hansson – orgel (1975)
- Turid Lundqvist – sång (1972–1973)
- Christoffer Okonkwo – saxofon (1976)
- Bill Öhrström – slagverk (1972)

## Diskografi

### Studioalbum
- 1971 – Resa mot okänt mål
- 1973 – Kebnekaise II [6]
- 1975 – Kebnekaise III
- 1976 – Ljus från Afrika
- 1977 – Elefanten
- 1978 – Vi drar vidare
- 2009 – Kebnekajse
- 2011 – Idioten
- 2012 – Aventure